# K. S. L. Swamy
Kikkeri Shamanna Lakshminarasimha Swamy (Kikkeri, Regne de Mysore, Índia britànica, 1938 - Bangalore, 20 d'octubre de 2015) va ser un director de cinema, productor, actor i cantant de playback indi. Es va dedicar a treballar al cinema a una edat primerenca com a assistent de famosos directors de la seva època, com G. V. Iyer i M. R. Vittal. Va debutar com a director de cinema independent en una pel·lícula de 1966 titulada Thoogudeepa. Les seves altres pel·lícules, com Gandhinagara (1968), Bhagya Jyothi (1975) i Malaya Marutha (1986), també van tenir èxit. La seva pel·lícula de 1989 titulada Jamboo Savari va guanyar el Premi Nacional de Cinema com la Millor Pel·lícula Infantil en els 37.° Premis Nacionals de Cinema de l'Índia.
Swamy va ser un estret col·laborador del director Puttanna Kanagal i va completar dos de les seves pel·lícules com "Masanada Hoovu" (1984) i el llargmetratge de "Saavira Mettilu", que van ser publicats en el 2006, després de la mort del director. En reconèixer la seva contribució al cinema, Swamy va ser guardonat el Premi Nacional de "Dr. B. Saroja Dev" en el 2013. Va estar casat amb l'exactriu B. V. Radha.

## Filmografia com a director
- Thoogudeepa (1966)
- Lagna Patrike (1967)
- Gandhinagara (1968)
- Bhagyada Bagilu (1968)
- Manku Dinne (1968)
- Anna Thamma (1968)
- Arishina Kunkuma (1970)
- Lakshmi Saraswathi (1970)
- Aaru Mooru Ombatthu (1970)
- Bhale Adrushtavo Adrushta (1971)
- Sri Krishna Rukmini Satyabhama (1971)
- Kulla Agent 000 (1972)
- Devaru Kotta Tangi (1973)
- C. I. D. 72 (1973)
- Bhagya Jyothi (1975)
- Makkala Bhagya (1976)
- Tulasi (1976)
- Devara Duddu (1977)
- Magiya Kanasu (1977)
- Mugdha Manava (1977)
- Banashankari (1977)
- Aluku (1977)
- Driver Hanumanthu (1980)
- Bhoomige Banda Bhagavantha (1981)
- Jimmi Gallu (1982)
- Matthe Vasantha (1983)
- Kranthiyogi Basavanna (1983)
- Mutthaide Bhagya (1983)
- Karune Illada Kanoonu (1983)
- Huli Hejje (1984)
- Pithamaha (1985)
- Malaya Marutha (1986)
- Mithileya Seetheyaru (1988)
- Jambu Savari (1989)
- Harakeya Kuri (1992)
- Maha Edabidangi (1999)
- Savira Mettilu (2006)... co-dirigit